# Schlacht in der Barentssee
Die Schlacht in der Barentssee, in der deutschen Marinegeschichte auch mit dem Decknamen Unternehmen Regenbogen bezeichnet, war ein Gefecht zwischen britischen und deutschen Seestreitkräften im Zweiten Weltkrieg. Die Schlacht fand am 31. Dezember 1942 im Seegebiet vor dem Nordkap statt und endete mit einem Rückzug der deutschen Kräfte. Indirekt führte das Ergebnis der Schlacht wenige Tage später zum Rücktritt des Großadmirals Erich Raeder und zur endgültigen Einstellung der Bautätigkeiten an schweren Kriegsschiffen in Deutschland.

## Hintergrund
Nach dem deutschen Angriff auf die Sowjetunion am 22. Juni 1941 begannen die Briten noch im Herbst desselben Jahres, ihrem sowjetischen Verbündeten mittels Geleitzügen Kriegsmaterial zu liefern. Die Geleitzüge sammelten sich in britischen Häfen wie Liverpool oder Loch Ewe und auch in Island, das im Mai 1940 als Reaktion auf die deutsche Besetzung Dänemarks und Norwegens von britischen Truppen besetzt worden war. Die Route verlief durch das Nordmeer, um das Nordkap herum und endete in Murmansk oder Archangelsk. Der zur norwegischen Küste, und damit zu den deutschen Marine- und Luftwaffenstützpunkten, gehaltene Abstand wurde durch die Packeisgrenze bestimmt. Im Winter blieb maximal ein schiffbarer Korridor von 200 bis 250 Seemeilen zwischen Nordkap und dem Eis.

## Konvoikrieg im Nordmeer

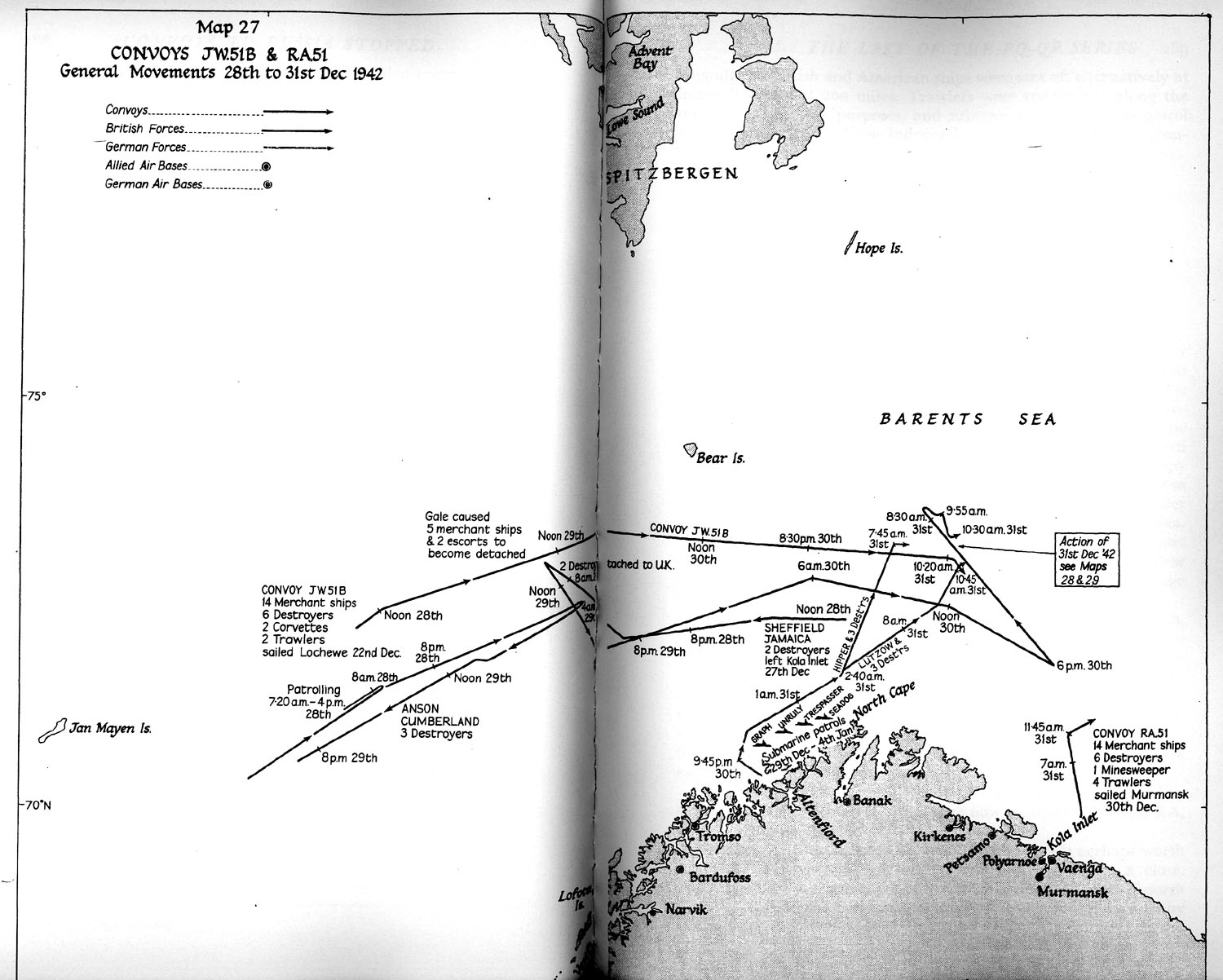
Karte der britischen Admiralität

Die deutschen Truppen wurden im Dezember 1941 vor Moskau gestoppt. Damit war der angestrebte Blitzkrieg gegen die Sowjetunion gescheitert. Nun wurde die strategische Bedeutung der Eismeerkonvois vom Oberkommando der Wehrmacht erkannt und zum Jahresende erste U-Boote ins Nordmeer verlegt. Hitler meinte gegenüber dem Befehlshaber der U-Boote, ihm sei es lieber,
wenn 4 Schiffe, die Panzer an die russische Front bringen, versenkt würden, als 100.000 BRT im Südatlantik.
Nach dem Verlust der Bismarck im Mai und der wiederholten Beschädigung der anderen schweren Schiffe, die in französischen Häfen alliierten Luftangriffen ausgesetzt waren, war der Gedanke des Einsatzes von Überwasserstreitkräften im Atlantik aufgegeben und die verbliebenen Schiffe zunächst nach Deutschland zurückbeordert worden (Unternehmen Cerberus). Die einsatzfähigen Schiffe und eine Reihe von U-Booten wurden seit Jahresbeginn 1942 nach Norwegen verlegt, einerseits zur Abwehr einer befürchteten alliierten Invasion, andererseits zur Bekämpfung der Geleitzüge unter günstigen Umständen.
Mehrere Vorstöße der schweren deutschen Überwasserstreitkräfte blieben ergebnislos, da sie entweder durch schlechtes Wetter bzw. schlechte Sichtverhältnisse den Gegner nicht fanden oder vor britischen Kreuzern und Schlachtschiffen aufgrund des Befehls, kein zu hohes Risiko einzugehen, auswichen. Lediglich das Unternehmen Rösselsprung, der Angriff auf den Konvoi PQ 17 im Juli, führte indirekt zum Erfolg. Als der britischen Admiralität das Auslaufen der Tirpitz, der Admiral Scheer und der Admiral Hipper bekannt wurde, befahl sie dem Begleitschutz, sich zurückzuziehen, und dem Konvoi, sich aufzulösen. Zum größten Teil wurden die nun einzeln fahrenden Handelsschiffe von U-Booten und Flugzeugen versenkt.

## Geleitzug JW 51
Nachdem auch der Geleitzug PQ 18 im September hohe Verluste erlitten hatte, wurde der nächste mit dem Namen JW-51 in zwei Gruppen aufgeteilt, die am 15. und am 22. Dezember 1942 von Loch Ewe aus in See stachen. Neben der unmittelbaren Geleitsicherung von Zerstörern und kleineren Einheiten erhielten sie eine Nahdeckungsgruppe von zwei Kreuzern und eine Ferndeckung durch das Schlachtschiff Anson und einen Schweren Kreuzer. Die erste Gruppe, JW-51A, erreichte die Kola-Bucht ohne Zwischenfälle am 25. Dezember. Die zweite Gruppe, JW-51B, bestehend aus 14 Handelsschiffen, wurde von der deutschen Luftaufklärung und einem U-Boot am 30. Dezember in der Nähe der Bäreninsel entdeckt und gemeldet. Daraufhin begann das „Unternehmen Regenbogen“. Vizeadmiral Oskar Kummetz ging am selben Tag mit den Schweren Kreuzern Lützow und Admiral Hipper sowie sechs Zerstörern in See. Der Einsatz der Zerstörer erfolgte durch Z 4 und Z 16 der 5. Zerstörerflottille (Kapitän zur See Alfred Schemmel), Z 6 der 6. Zerstörerflottille (Kapitän zur See Alfred Schulze-Hinrichs), Z 29 und Z 30 der 8. Zerstörerflottille und Z 31 von der 4. Zerstörerflottille.
Ziel war die Vernichtung des offenbar nur schwach gesicherten Geleitzuges. Der deutschen Aufklärung war die Ferndeckungsgruppe entgangen, und die beiden Kreuzer standen zeitweise weitab vom Konvoi, um im Kola-Fjord Treibstoff zu bunkern. Trotzdem operierte auch Kummetz unter der Weisung, keine unnötigen Risiken einzugehen. Im Einzelnen bedeutete dies, Gefechten, auch mit gleich starken Gegnern, auszuweichen, Nachtgefechte und insbesondere eine Beschädigung der Lützow zu vermeiden sowie keine Zeit für die Rettung von Schiffbrüchigen zu verwenden.

## Beteiligte Schiffe

### Alliierte Streitkräfte
| Befehlshaber  | Schiffe | Bewaffnung (je Schiff)                                            |
| ------------- | --- | ----------------------------------------------------------------- |
| R. L. Burnett | Leichte Kreuzer Sheffield, Jamaica                                                                                   | 12 × 15,2 cm; 6 Torpedorohre                                      |
| R. Sherbrooke | Zerstörer Achates, Zerstörer Onslow, Obdurate, Obedient und Orwell; 1 Minensucher, 2 Korvetten, 2 bewaffnete Trawler | 4 × 12 cm; 8 Torpedorohre 4 × 10,2 cm; 8 Torpedorohre 1 × 10,5 cm |

Die Ferndeckungsgruppe mit dem Schlachtschiff Anson und dem Schweren Kreuzer Cumberland stand zu weit entfernt, um in die Kampfhandlungen eingreifen zu können.

### Deutsche Streitkräfte
| Befehlshaber | Schiffe | Bewaffnung (je Schiff) |
| ------------ | --- | --- |
| O. Kummetz   | Schwerer Kreuzer Lützow, Schwerer Kreuzer Admiral Hipper; Zerstörer Z 4 Richard Beitzen, Z 16 Friedrich Eckoldt, Z 6 Theodor Riedel, Z 29, Z 30, Z 31 | 6 × 28 cm; 8 × 15 cm; 8 Torpedorohre 8 × 20,3 cm; 12 × 10,5 cm; 12 Torpedorohre 5 × 12,7 cm; 8 Torpedorohre 5 × 15 cm; 8 Torpedorohre |

1. ↑  Schwere Flakgeschütze.

## Verlauf der Schlacht

### Gefechtsberührung
Der Angriff sollte am Silvestertag während der Vormittagsstunden erfolgen, da während der Polarnacht nur dann zumindest geringfügiges Dämmerlicht herrschte, das Sichtweiten bis zehn Seemeilen ermöglichte. Allerdings gab es auch Nebelbänke und Schneeschauer, welche die Sichtverhältnisse zum Teil stark einschränkten.
Kummetz hatte seine Schiffe in zwei Gruppen – jeweils ein Kreuzer und drei Zerstörer – aufgeteilt. Die Admiral Hipper sollte den Konvoi von achtern einholen, angreifen und die Konvoisicherung auf sich ziehen, während sich die Lützow mit ihren Zerstörern von Süden nähern und den Konvoi direkt angreifen sollte. Die beiden britischen Kreuzer standen noch ein gutes Stück nördlich, da Burnett bei den herrschenden Verhältnissen Schwierigkeiten hatte, den Konvoi wiederzufinden.
Die Korvette HMS Hyderabad sichtete um 8:20 Uhr zunächst die Zerstörer aus der von der Admiral Hipper geführten Nordgruppe, meldete dies jedoch nicht. Kurz darauf wurden Kummetz’ Schiffe auch vom Zerstörer HMS Obdurate entdeckt, der mit erhöhter Geschwindigkeit zwecks Identifizierung auf sie zulief. Als die Obdurate sich den deutschen Schiffen bis auf vier Seemeilen genähert hatte, eröffneten sie das Feuer. Die Obdurate drehte zunächst ab, wurde auch nicht verfolgt und meldete den Feindkontakt.

### Feuergefechte
Die vier britischen Zerstörer HMS Onslow, HMS Obdurate, HMS Obedient und HMS Orwell formierten sich zum Angriff auf den deutschen Verband, während der Zerstörer HMS Achates und die anderen Geleitschiffe bei den Frachtern blieben und versuchten, einen Rauchvorhang um den Geleitzug zu legen. Gegen 9:45 Uhr eröffnete die Admiral Hipper von Norden her das Feuer auf die HMS Achates, der daraufhin HMS Onslow und HMS Orwell zur Hilfe eilten. Die Onslow erhielt dabei schwere Treffer, wodurch mehrere Besatzungsmitglieder getötet oder verwundet wurden, darunter auch der Befehlshaber der Geleitsicherung, Captain Robert Sherbrooke. Gleichzeitig wurde der Minensucher HMS Bramble durch die Admiral Hipper versenkt, wobei allein auf diesem Schiff 121 Menschen starben.
Die Kreuzer HMS Sheffield und HMS Jamaica liefen währenddessen mit Höchstfahrt auf den Kampfschauplatz zu, nachdem sie die Feindmeldungen erhalten und das Mündungsfeuer gesichtet hatten. Burnett erhielt allerdings kein klares Lagebild, außerdem verschwand die Admiral Hipper zeitweise im Schneegestöber. Dafür tauchte nun (gegen 10:45 Uhr) südlich des Geleitzuges die von der Lützow geführte Südgruppe auf – ebenfalls zuerst von der Hyderabad gesichtet, die aber auch diese Feindmeldung nicht weitergab. Erst als Sherbrookes Zerstörer um 11:00 Uhr die Lützow entdeckten, wurden Maßnahmen ergriffen: Die vier Zerstörer der O-Klasse legten sich zwischen die Lützow, deren Kommandant aber noch nicht angriff, und den Konvoi. Das gab der Admiral Hipper wiederum Gelegenheit, ihren Angriff wieder aufzunehmen. Der Kreuzer erzielte Treffer auf der Achates und der Obedient. Die Admiral Hipper selbst wiederum bildete aber vor dem zwielichtigen Horizont ein deutliches Ziel für die mittlerweile eingetroffenen britischen Kreuzer HMS Sheffield und HMS Jamaica, die bereits mit ihren ersten Salven Treffer erzielen konnten, wodurch die Geschwindigkeit der Admiral Hipper auf 28 Knoten herabgesetzt wurde. Kummetz entschloss sich befehlsgemäß, sich von diesem Gegner in westliche Richtung abzusetzen. Einer seiner Begleitzerstörer, die Z 16 Friedrich Eckoldt, verwechselte die Sheffield mit der Admiral Hipper und nahm eine Position in der Nähe des britischen Kreuzers ein, woraufhin der Zerstörer mit der gesamten Besatzung innerhalb weniger Minuten von der Sheffield versenkt wurde.
Etwa zur gleichen Zeit – gegen 11:45 Uhr – eröffnete auch die Lützow das Feuer. Sie beschädigte ein Handelsschiff, bevor es Sherbrookes Zerstörern gelang, eine Rauchwand vor den flüchtenden Konvoi zu legen. Gegen 12:30 Uhr kam es noch einmal zu einem Feuerwechsel zwischen der Admiral Hipper und den britischen Kreuzern, allerdings ohne Treffer. Kummetz zog sich mit allen Schiffen nun endgültig in westlicher Richtung zurück, und am Nachmittag verloren Burnetts Kreuzer den Kontakt zum deutschen Verband. Die schwer beschädigte HMS Achates war um 13:15 Uhr gesunken, 113 Mann kamen dabei ums Leben.

## Nachwirkungen
Die Verluste waren trotz der deutschen Überlegenheit (zwei Schwere gegen zwei Leichte Kreuzer) vergleichbar: Die deutsche Kriegsmarine verlor einen Zerstörer, die Royal Navy einen Zerstörer und einen Minensucher. Weitere Zerstörer wurden ebenso beschädigt wie auf deutscher Seite die Admiral Hipper. Auf beiden Seiten gab es mehrere hundert Tote. Der Sieg lag vor allem in strategischer Hinsicht bei den Briten: Der Konvoi JW-51B erreichte ohne weitere Verluste die sowjetischen Häfen. Der Befehlshaber der Home Fleet, Admiral John Tovey, hob als besondere Leistung hervor, dass es den fünf Zerstörern Sherbrookes über einen Zeitraum von vier Stunden gelungen war, die überlegenen deutschen Kräfte von den Handelsschiffen fernzuhalten. Sherbrooke erhielt hierfür das Victoria-Kreuz.

## Der Abschied Raeders
Die viel bedeutsameren Folgen der Schlacht gab es allerdings in Deutschland. Nach Aussagen mehrerer Zeugen im Führerhauptquartier tobte Hitler, als er vom Ausgang der Schlacht erfuhr. Offenbar erhielt er die Nachricht vom britischen Rundfunk, noch bevor Raeder als Oberbefehlshaber der Kriegsmarine offiziell Bericht erstattet hatte. Hitler, der zu diesem Zeitpunkt schon öfter über die „Nutzlosigkeit“ der schweren Kriegsschiffe geklagt hatte, bestellte Raeder am 6. Januar 1943 zu sich. In Anwesenheit Keitels forderte er von Raeder die Stilllegung aller großen Marineeinheiten, um personelle Kapazitäten für andere Wehrmachtsteile und die Rüstungsindustrie freizumachen.
Raeder, der sein Lebenswerk damit gescheitert sah, reichte daraufhin seinen Rücktritt ein.
Sein Nachfolger wurde am 30. Januar 1943 der Befehlshaber der U-Boote, Karl Dönitz, der tatsächlich schon eine Woche nach seinem Amtsantritt einen detaillierten Plan zur Außerdienststellung der schweren Kriegsschiffe vorlegte und außerdem alle Arbeiten an Neubauten einstellen ließ (Flugzeugträger Graf Zeppelin). Auch wenn Dönitz später von einer rigorosen Außerdienststellung wieder Abstand nahm, hatte die Schlacht in der Barentssee weitreichende Konsequenzen für die deutsche Marinerüstung, denn mit der Ablösung Raeders durch Dönitz konnte dieser nun alle Kräfte auf die Massenproduktion von U-Booten lenken, was er schon seit 1939 gefordert hatte. So konnte die deutsche U-Boot-Waffe im Jahre 1943 deutlich mehr Boote in der Atlantikschlacht einsetzen als bisher, was aber auf den Kriegsverlauf zu diesem Zeitpunkt keinen zählbaren Einfluss mehr hatte.